# Калюжне (Шосткинський район)
Калю́жне — село в Україні, у Глухівській міській громаді Шосткинського району Сумської області. Населення становить 151 осіб. До 2020 орган місцевого самоврядування — Семенівська сільська рада.

## Населення

### Мова
Розподіл населення за рідною мовою за даними :
| Мова       | Кількість | Відсоток |
| ---------- | --------- | -------- |
| українська | 148       | 98.01%   |
| російська  | 3         | 1.99%    |
| Усього     | 151       | 100%     |

## Географія
Село Калюжне розташоване між річками Есмань та Клевень (4-6 км). На відстані 1 км розташоване село Кравченкове.
Селом протікає річка Руда, ліва притока Есмані.
Поруч пролягає автомобільний шлях Т 1908 і залізниця, станція Калюжний.

## Історія
12 червня 2020 року, відповідно до розпорядження Кабінету Міністрів України № 723-р «Про визначення адміністративних центрів та затвердження територій територіальних громад Сумської області», село увійшло до складу Глухівської міської громади.
19 липня 2020 року, в результаті адміністративно-територіальної реформи та ліквідації Глухівського району, село увійшло до складу новоутвореного Шосткинського району.